# Intim részek
Az Intim részek (eredeti címe: Private Parts) 1997-es amerikai életrajzi filmvígjáték, amelyet Betty Thomas rendezett. A film producere Ivan Reitman. A produkció Howard Stern Private Parts című könyvének életrajzi jellegű fejezetein alapul. Az Intim részek Stern életét mutatja be. A filmben a The Howard Stern Show stábjának több tagja is szerepel, például Robin Quivers társ-műsorvezető, Jackie Martling humorista, illetve Fred Norris és Gary Dell'Abate producerek. További főszereplők: Mary McCormack, Allison Janney és Paul Giamatti.
A filmet 1997. február 27-én mutatták be az Egyesült Államokban.

## Rövid történet
A film Howard Stern életét mutatja be a szerény kezdetektől a csúcsig. Bejárja a rádió világát, miközben felesége, Alison (Mary McCormack) mindig vele van. Washingtonban megismeri Robin Quivers-t, aki Stern társa lesz. Mikor New Yorkba költöznek, kivívják az NBC vezetőinek haragját.

## Szereplők
| Karakter                      | Színész               | Magyar hang      |
| ----------------------------- | --------------------- | ---------------- |
| Önmaga                        | Howard Stern          | Csiszár Jenő     |
| Önmaga                        | Robin Quivers         | Bognár Gyöngyvér |
| Alison Stern                  | Mary McCormack        | Györgyi Anna     |
| Önmaga                        | Fred Norris           | Epres Attila     |
| Kenny "Röfiböfi" Rushton      | Paul Giamatti         | Csuja Imre       |
| Önmaga                        | Gary Dell'Abate       | Hannus Zoltán    |
| Önmaga                        | Jackie Martling       | Boros Lajos      |
| Gloria                        | Carol Alt             |                  |
| Ben Stern                     | Richard Portnow       | Kristóf Tibor    |
| Ray Stern                     | Kelly Bishop          | Illyés Mari      |
| Moti                          | Henry Goodman         | Háda János       |
| Griff                         | Jonathan Hadary       |                  |
| Ross Buckingham               | Paul Hecht            | Szalóczy Pál     |
| Dee Dee                       | Allison Janney        | Kocsis Mariann   |
| Roger Erlick                  | Michael Murphy        | Balázsi Gyula    |
| Payton                        | James Murtaugh        |                  |
| Vin Vallesecca                | Reni Santoni          | Varga Tamás      |
| Marvin Mamoulian              | Lee Wilkof            | Cs. Németh Lajos |
| Brittany Fairchild            | Melanie Good          | Liptai Claudia   |
| Orgazmusos nő                 | Theresa Lynn          | Szabó Ani        |
| Julie                         | Amber Smith           | Kéri Kitty       |
| Donna Porter                  | Althea Cassidy        | Némedi Mari      |
| Mandy                         | Jenna Jameson         |                  |
| Howard 7 évesen               | Bobby Boriello        | Borbíró András   |
| Howard 12 évesen              | Michael Maccarone     | Bíró Attila      |
| Howard 17 évesen              | Matt Friedman         | Simonyi Balázs   |
| Technikus a zenei díjátadáson | John Michael Bolger   |                  |
| Önmaga                        | Ozzy Osbourne         |                  |
| Howard menedzsere             | Steven Gilborn        | Beratin Gábor    |
| Szimfónia Sid                 | Richard B. Shull      | Botár Endre      |
| Barát                         | Scott Cohen           | Tzafetás Roland  |
| Barát                         | James Villemaire      |                  |
| Elyse                         | Wendy Hoopes          |                  |
| Film-professzor               | Richard Russell Ramos | Bitskey Tibor    |
| Rock hercege                  | Michael C. Gwynne     | Csonka Valter    |
| Irene, az időtündér           | Irene DeCook          | Báthory Orsolya  |
| Beteg                         | Silas Weir Mitchell   |                  |
| Remegő beteg                  | Stuart Rudin          |                  |
| Kereskedelmi igazgató         | Adam LeFevre          | Bácskai János    |
| Orvos                         | Christine Tucci       | Incze Ildikó     |
| Pincér                        | Kim Chan              | Vizy György      |
| Douglas Kiker                 | Nicholas Wyman        | Korbuly Péter    |
| Testületi vezető              | Tom Tammi             | Koncz István     |
| Don Imus                      | Luke Reilly           | Bochkor Gábor    |
| Ügyvéd                        | Rick Levi             |                  |
| Ügyvéd                        | Peter Jacobson        | Pálfai Péter     |
| Elemző                        | Peter Maloney         | Palóczy Frigyes  |
| Kenny titkárnője              | Sarah Zinsser         | Bókai Mária      |
| Hangmérnök                    | Barry Papick          | Pálfai Péter     |
| Önmaga                        | David Letterman       | Antal Imre       |
| NBC telefonközpontos          | Alison Stern          |                  |
| Feleség a kocsiban            | Carrie Flaska         | Adorján Éva      |
| Férj                          | Steve Ballot          | Scherer Péter    |
| Betty Jean Rushton            | Aimee Luzier          | Koffler Gizi     |
| Önmaga                        | John Popper           | Szőke András     |
| Alison barátnője              | Edie Falco            |                  |
| Önmaga                        | Mia Farrow            | Incze Ildikó     |

## További szereplők
Ők önmagukat alakították, cameoszerepben.
- Gary Dell'Abate
- Jackie Martling
- David Letterman
- Mia Farrow
- Crackhead Bob
- Nicole Bass
- AC/DC (Brian Johnson, Angus Young, Malcolm Young, Phil Rudd, Cliff Williams)
- "Stuttering John" Melendez
- Ozzy Osbourne
- Dee Snider
- Tiny Tim
- John Stamos
- Flavor Flav
- John Popper
- Slash
- Ted Nugent
- MC Hammer

## Filmzene
Az ugyanilyen című filmzenei album 1997. február 25-én jelent meg a Warner Bros. Records gondozásában. Az albumon olyan előadók hallhatóak, mint az AC/DC, a Cheap Trick vagy Rob Zombie.

## Fogadtatás
A film javarészt pozitív kritikákat kapott. A Chicago Tribune kritikusa, Gene Siskel három és fél csillaggal értékelte a maximális ötből. A Chicago Sun-Times kritikusa, Roger Ebert három csillaggal értékelte a négyből. A Variety kritikusa, Todd McCarthy szintén pozitívan értékelte.
A Rotten Tomatoes oldalán 75%-os értékelést ért el 53 kritika alapján, és 6.5 pontot szerzett a tízből. A Metacritic oldalán 67 pontot szerzett a százból, 19 kritika alapján.